# سیارک ۳۰۸۸۲
سیارک ۳۰۸۸۲ (به انگلیسی: 30882 Tomhenning، نامگذاری:1992SG2) سی هزار و هشتصد و هشتاد و دومین سیارک کشف شده‌است که در ۲۱ سپتامبر ۱۹۹۲ کشف شد.